# Dusičnan vápenatý
Dusičnan vápenatý, zvaný též norský ledek (norsky Norgessalpeter) či vápenatý ledek, je anorganická sloučenina se vzorcem Ca(NO3)2. Tato bezbarvá sůl pohlcuje vlhkost ze vzduchu a běžně se vyskytuje jako tetrahydrát. Existuje též v podobě komplexních solí, například dusičnanu amonno-vápenatého (dekahydrát) nebo dusičnanu draselno-vápenatého (též dekahydrát). Používá se hlavně jako hnojivo, má ale i technické aplikace. V přírodě se vyskytuje jako minerál nitrokalcit, který tvoří výkvěty (eflorescence) v místech, kde je hnůj v kontaktu s betonem nebo vápencem v suchém prostředí, například v chlévech nebo v jeskyních.

## Výroba a reaktivita
Dříve byl dusičnan vápenatý důležitý pro výrobu střelného prachu. Takzvaní sanytrníci ho získávali seškrabáváním výkvětů ze zdí v maštalích. Reakcí s uhličitanem draselným (potaší) z dřevěného popela se převáděl na dusičnan draselný, neboli sanytr:
Ca(NO3)2 + K2CO3 → 2 KNO3 + CaCO3
Dusičnan draselný slouží v černém střelném prachu jako oxidační činidlo (dodává kyslík). Používal se proto, že není na rozdíl od dusičnanu vápenatého hygroskopický.
Dusičnan vápenatý byl prvním syntetickým dusíkatým hnojivem, které bylo vyrobeno. Výroba započala v Notoddenu (Norsko) v roce 1905 Birkeland–Eydeho procesem. Většina dusičnanu vápenatého na světě se nyní vyrábí v Porsgrunnu.
Vyrábí se reakcí kyseliny dusičné s uhličitanem vápenatým (vápencem), s následnou neutralizací amoniakem:
CaCO3 + 2 HNO3 → Ca(NO3)2 + CO2 + H2O
Je též vedlejším produktem nitrofosfátového procesu (Odda procesu) extrakce fosforečnanu vápenatého, což je právě případ výroby v Porsgrunnu:
Ca3(PO4)2 + 6 HNO3 + 12 H2O → 2 H3PO4 + 3 Ca(NO3)2 ·4 H2O
Může být připraven také z vodného roztoku dusičnanu amonného a hydroxidu vápenatého:
2 NH4NO3 + Ca(OH)2 → Ca(NO3)2 + 2 NH4OH
Podobně jako příbuzné dusičnany (např. LiNO3) se dusičnan vápenatý při zahřívání rozkládá za uvolňování oxidu dusičitého:
2 Ca(NO3)2 → 2 CaO + 4 NO2 + O2; ΔH = 369 kJ/mol

## Použití

### Hnojivo
Hnojivo s dusičnanem vápenatým (15,5-0-0 + 19 % Ca) je populární pro použití ve sklenících a v hydroponii. Obsahuje také dusičnan amonný a vodu, a to v podobě „podvojné soli“ 5Ca(NO3)2.NH4NO3.10H2O. Existují také hnojivé přípravky bez obsahu amoniaku: Ca(NO3)2.4H2O (11.9-0-0 + 16.9%Ca) nebo tekuté hnojivo (9-0-0 + 11% Ca). Bezvodý, na vzduchu stabilní, je komplex s močovinou Ca(NO3)2.4[OC(NH2)2].

### Technické aplikace
Dusičnan vápenatý se používá v různých technických aplikacích. Nejdůležitějšími z nich jsou přípravné ošetření odpadních vod (pro prevenci uvolňování zápachu) a urychlovače tvrdnutí betonu.
Ošetření odpadních vod je založeno na vytvoření vhodného biologického prostředí. Za přítomnosti dusičnanů se metabolismus síranů zastavuje. Výsledkem je, že se netvoří páchnoucí a toxický sulfan. Navíc se spotřebuje snadno odbouratelná organická hmota, která by jinak způsobovala v dalším toku anaerobní podmínky a uvolňování zápachu. Koncept je aplikovatelný také pro ošetření kalu.
Použití dusičnanu vápenatého do betonu nebo malty využívá dvou účinků. Vápenatý iont vede k rychlejší tvorbě hydroxidu vápenatého a proto tuhnutí a tvrdnutí probíhá rychleji. To se využívá také v činidlech používaných za chladného počasí a v některých kombinovaných plastifikátorech Dusičnanový iont navíc vyvolává tvorbu hydroxidu železnatého. Tyto ochranné vrstvy snižují korozi ocelového armování v železobetonu.